# Světové dny mládeže 2011
Světové dny mládeže 2011 byly plánovaným setkáním mládeže, pořádaným římskokatolickou církví od roku 1984. Toto setkání se uskutečnilo v hlavním městě Španělska Madridu ve dnech 15.–21. srpna 2011. Akce se také zúčastnilo přes 3000 poutníků z České republiky.
Místo konání akce oznámil papež Benedikt XVI. během závěrečné mše při světových dnech mládeže 2008 v Sydney. Začátkem prosince 2008 pak Benedikt XVI. rozhodl o mottu tohoto setkání, které parafrázuje Pavlův List Koloským: Zakořeněni a založeni v Kristu, pevni ve víře.
Bylo to celkem podruhé, co se tato akce uskutečnila ve Španělsku. Světové dny mládeže zde byly již v roce 1989, konkrétně v Santiagu de Compostela.